# Vil·li Annal
Els Vil·li Annal (en llatí: Villius Annalis) foren una branca de la gens Víl·lia, una família d'origen plebeu. El primer que va portar el cognom d'Annal (derivat d'annus 'any') va ser Luci Vil·li, tribú de la plebs l'any 179 aC, perquè va introduir una llei, la Llei Víl·lia Annal, que fixava l'edat amb què una persona es podia presentar a una magistratura.
Els membres de la gens Víl·lia coneguts amb aquest cognom són:
- Luci Vil·li, tribú de la plebs l'any 179 aC
- Sext Vil·li Annal, amic de Titus Anni Miló
- Luci Vil·li Annal, pretor el 43 aC, proscrit pels triumvirs
- Luci Vil·li Annal, fill de l'anterior, candidat a qüestor